# Abdulah Sidran
Abdulah Sidran (2. října 1944 Sarajevo, Nezávislý stát Chorvatsko – 23. března 2024 Sarajevo, Bosna a Hercegovina) byl bosenský prozaik, dramatik, básník a scenárista bosňáckého původu.

## Biografie
Narodil se do rodiny úředníka a přesvědčeného jugoslávského komunisty Mehmeda Sidrana (1915–1965) a Behiji, rozené Jukić, kteří společně přivedli na svět syny Ekrema, Abdulaha a Nedima a dceru Edinu. Rodné jméno dostal po svém strýci Abdulahu Sidranovi (1909–1942), který byl zavražděn v koncentračním táboře Jasenovac.
Základní školu Abdulah navštěvoval ve Zvorniku, kam byl roku 1950 umístěn jeho otec po několikaměsíčním pobytu v internačním táboře na ostrově Goli Otok (31. května–29. listopadu 1949), a poté v Sarajevu. V rodném městě vystudoval střední školu a filozofickou fakultu, obor Jugoslávská literatura a srbochorvatský jazyk. Jistý čas pracoval v redakci listu Naši dani (Naše dny), nato deset let působil jako odborný asistent na Univerzitě pracujících Đuro Đaković v Sarajevu. Opakovaně byl zvolen předsedou Sdružení spisovatelů Bosny a Hercegoviny.
Od roku 1979 se věnoval pouze literatuře. Ke konci 80. let začal pracoval pro TV Sarajevo na pozici dramaturga. Všeobecného uznání se mu dostalo za práci na filmových scénářích, zvláště pak ve spolupráci s režisérem Emirem Kusturicou na snímcích Sjećaš li se Dolly Bell? (1981, Vzpomínáš na Dolly Bell?, předloha česky jako Pamatuješ Dolly Bellovou? In: Pět jugoslávských novel, Praha 1985) a Otac na službenom putu (1985, Otec na služební cestě) a Ademirem Kenovićem na filmech Kuduz (1989) a Savršeni Krug (Dokonalý kruh, 1997).
Velmi ceněny jsou sbírky jeho poezie, zejména Sarajevska zbirka (Sarajevská sbírka, 1979), Sarajevski tabut (Sarajevská rakev, Sarajevo 1993) a Zašto tone Venecija (Proč se potápí Benátky, Sarajevo 1996). Roku 2004 mu vyšel pětisvazkový soubor Izabrana djela (Vybrané spisy, Tuzla 2004).
Za svou tvorbu získal řadu vyznamenání, kromě jiného roku 1981 Zlatou arenu za scénář na Filmovém festivalu v Pule a roku 1986 Cenu Města Sarajeva k výročí 6. dubna (Šestoaprilska nagrada grada Sarajeva).
Byl členem Akademie věd a umění Bosny a Hercegoviny (ANUBiH), od roku 1995 dopisujícím a nato od roku 2008 řádným.
Činný byl také politicky. Roku 2018 vstoupil do strany Občanský svaz (Građanski savez) středolevého zaměření, aby o dva roky později vstoupil do jejího předsednictva.
Abdulah Sidran zemřel po dlouhé a těžké nemoci 23. března 2024 Sarajeva. Poslední rozloučení se zesnulým proběhlo 27. března v Národní divadle v Sarajevu. Ve stejný den se uskutečnila zádušní mše ve dvoře Gazi Husrev-begovy mešity za přítomnosti reisu-l-ulemy Islámského společenství v Bosně a Hercegovině Husein-ef. Kavazoviće. Tělesné ostatky byly uloženy ve dvoře sarajevské mešity Ferhadija.

## Dílo
- Šabhaza (Sarajevo 1970), sbírka básní

- Kost i meso (Kost a maso, Sarajevo 1976), sbírka básní
- Sarajevska zbirka (Sarajevská sbírka, Sarajevo 1979, 1999), sbírka básní, mezitím také jako Sarajevska zbirka i nove pjesme (1980–1987) (Sarajevská sbírka a nové básne, Sarajevo 1986), Sarajevska zbirka: izabrane pjesme (Sarajevská sbírka: vybrané básně, Sarajevo 1991), Sarajevska zbirka i druge pjesme (Sarajevská sbírka a jiné básně, Sarajevo 1997, 1999, 2006)
- Sjećaš li se Dolly Bell? (Vzpomínáš na Dolly Bell? Sarajevo 1982, 2003 a 2005), novela, česky: jako Pamatuješ Dolly Bellovou? In: Pět jugoslávských novel (Praha 1985)
- Otac na službenom putu (Otec na služební cestě, Beograd 1985), scénář, pak Otac na službenom putu i drugi scenariji (Otec na služební cestě a jiná dramata, Beograd 1990)
- Dječija bolest: otac na službenom putu – pozorišni komad u dva dijela sa epilogom i dvostrukim završetkom (Dětská nemoc: otec na služební cestě, Sarajevo 1985, Beograd 2011), drama
- Pjesme (Básně, Sarajevo 1987), sbírka básní
- Bolest od duše (Bolest z duše, Nikšić 1988 a 1989), sbírka básní
- Sarajevski tabut (Sarajevská rakev, Sarajevo 1993, 1994, 2004), sbírka básní, dvojjazyčně bosensko-italsky: Sarajevski tabut = La bara di Sarajevo (Trieste 1996)
- Insel bin ich, im Herzen der Welt: Gedichte 1965–1987 (Klagenfurt 1993), sbírka básní
- Planeta Sarajevo (Planeta Sarajevo, Stockholm 1995), sbírka básní
- Zašto tone Venecija (Proč se potápí Benátky, Sarajevo 1996), sbírka básní
- The blindman sings to his city / a book of poetry by Abdulah Sidran (Sarajevo 1997 a 2011), sbírka básní
- U Zvorniku ja sam ostavio svoje srce (Ve Zvorniku jsem zanechal svoje srdce, Tuzla 2002), drama
- Kuduz (Zenica 2003), drama
- Poezija (Tuzla 2004), sbírka básní
- Publicistika (Publicistika, Tuzla 2004)
- Proze (Prózy, Tuzla 2004)
- Drama; Putopisi (Dramata; Cestopisy, Tuzla 2004)
- Filmski scenariji (Filmové scénáře, Tuzla 2004)
- Tvrđava Meše Selimovića: dramatizacija i scenarij (Tvrz Meši Selimoviće: dramatizace a scénář, Sarajevo 2004)
- Morija: u Sarajevu 2000–2006 (Noční můra, Sarajevo 2006 a 2007), sbírka básní
- Pjesme poslije rata (Poválečné básně, Sarajevo 2006), sbírka básní
- Izabrane pjesme (Vybrané básně, Niš 2007), sbírka básní
- Pjesme poslije rata (Básně po válce, Sarajevo 2006), sbírka básní
- Suze majki Srebrenice: u Sarajevu 11. 7. 2007. (Slzy matek Srebrenice, Sarajevo 2009), básnická skladba, anglicky: Tears of the mothers of Srebrenica (Sarajevo 2009), švédsky: Tårar för Srebrenicas mor (Sarajevo 2009), arabsky: Dumu' ummehat Srebrenica (Sarajevo 2009)
- Otkup sirove kože (Výkup syrové kůže, Zagreb 2011, Beograd 2011 a 2012, Sarajevo 2012), beletrizované memoáry
- Partizansko groblje (Partyzánský hřbitov, Zagreb 2011), sbírka básní, makedonsky: Partizanski grobišta (Skopje 2012)
- Oranje mora: svakodnevni zapisi (Orání moře, Sarajevo–Zagreb 2015 a 2016), publicistické texty